# 夏荣寺
夏荣寺，位于西藏自治区拉萨市尼木县普松乡普松村，是一座藏传佛教寺院。

## 简介
夏荣寺位于西藏自治区拉萨市尼木县普松乡普松村，为藏传佛教寺院。
夏荣寺位于一座山包上。夏荣寺以南0.5公里处的有一座烈士墓，位于普松乡普松村东部，海拔4200多米的山腰处。该墓立有两座碑。该烈士墓合葬有在1969年尼木事件中牺牲的革命烈士。1969年6月13日凌晨，以赤烈曲珍（尼姑）、让穷·甘登罗布为首者，在尼木县发动“反革命武装叛乱”，包围了尼木县帕古区政府，使用刀砍、绳子勒、棒打、活剥人皮等手段，杀害“支左”宣传队的解放军队员22人以及基层干部13人。驻藏的中国人民解放军平叛之后，将这35名革命烈士就地火化并埋葬，在烈士殉难地及墓前立碑作为纪念。
2007年7月，北京市第五批援藏工作组到尼木县之后，中共尼木县委书记刘颖随即亲自带队赴尼木县4座重点寺庙开展专题调研，创立了“3+1”经常性教育的工作模式（即村委会、寺庙民主管理委员会、家长三方与僧尼本人 “3+1”）。从1996年开展寺庙爱国主义教育起，尼木县便尝试将寺庙视为一个社会单位，即当作自然村看待，将僧尼作为村民看待。在此基础上，2007年，中共尼木县委、尼木县人民政府全面启动村级组织负责并参与寺庙管理工作，由村委会主任兼任寺庙民主管理委员会主任，建立定点联系与帮扶机制，重视寺庙民主管理委员会班子建设，发动村民联防维护寺庙治安。到2011年，尼木县22座寺庙、拉康、日追的民主管理委员会主任或民主管理小组长均由村党支部副书记（即村委会主任）兼任，兼任率100%。2007年起，尼木县将寺庙纳入社会公共服务与管理范围，帮寺庙解决困难及问题，开展合作医疗、安居工程、人畜饮水工程、电力农网改造、修桥铺路、能源沼气、通讯工具、广播电视覆盖、寺庙绿化、文物保护等等。到2011年，尼木县寺庙全部通电，通公路的19座，通水的17座，通沼气的10座，寺庙广播电视覆盖率100%。在2008年拉萨3.14事件中，尼木县无一寺庙、无一僧尼参与事件。2008年，尼木县获“自治区级平安县”称号。2009年，尼木县被评为“全国综合治理先进集体”。
仁青罗布，男，藏族，生于1972年，2012年时正在担任拉萨市尼木县政协副主席、夏荣寺管理委员会主任。仁青罗布1984年进入夏荣寺。1997年，出任夏荣寺管理委员会主任。
2012年，该寺的僧人普布次仁被评为西藏自治区爱国守法先进僧尼。